# Estación de Moncada y Reixach-Manresa
Moncada y Reixach-Manresa (oficialmente y en catalán Montcada i Reixac-Manresa) es una estación ferroviaria situada en el municipio español de Moncada y Reixach, en la provincia de Barcelona, comunidad autónoma de Cataluña. Cuenta con servicios de Media Distancia operados por Renfe y forma parte de las líneas R4 y R7 de la red de Cercanías Barcelona.
El "añadido" Manresa se debe a la cercanía a la estación de Moncada y Reixach de la línea Barcelona-Portbou, así se denominó a ésta con esa coletilla que indicaba que los trenes procedentes de Barcelona que por la estación pasan se dirigen a Manresa.

## Situación ferroviaria
Se encuentra ubicada en el punto kilométrico 355 de la línea férrea de ancho ibérico que une Zaragoza con Barcelona por Lérida y Manresa a 51 metros de altitud. El tramo es de vía doble y está electrificado.

## Historia
La estación fue abierta al tráfico el 9 de febrero de 1855, con la apertura del tramo Barcelona-Sabadell de la línea férrea que pretendía conectar Zaragoza con Barcelona. Las obras corrieron a cargo de la Compañía del Ferrocarril de Barcelona a Zaragoza. Buscando mejorar tanto el enlace de la línea con otros trazados, así como su salud financiera la compañía decidió en 1864 unirse con la empresa que gestionaba la línea férrea que enlazaba Zaragoza con Pamplona, dando lugar a la Compañía de los Ferrocarriles de Zaragoza a Pamplona y a Barcelona. Dicha fusión se mantuvo hasta que en 1878 la poderosa Norte que buscaba extender sus actividades al este de la península logró hacerse con la compañía.
Norte mantuvo la gestión de la estación hasta que en 1941 se produjo la nacionalización del ferrocarril en España y todas las compañías existentes pasaron a integrarse en la recién creada RENFE. 
Desde el 31 de diciembre de 2004 Renfe Operadora explota la línea mientras que Adif es la titular de las instalaciones ferroviarias.
El 7 de diciembre de 2022 alrededor de las 7:50 a. m., un choque de trenes causó heridas a 155 personas.

## Servicios ferroviarios

### Cercanías
Forma parte de las líneas R4 y R7 de Cercanías Barcelona operada por Renfe. 
| << cabecera                                                         | < estación          | línea | estación >                    | cabecera >>            |
| ------------------------------------------------------------------- | ------------------- | ----- | ----------------------------- | ---------------------- |
| Rodalies de Catalunya de Renfe                                      |                     |       |                               |                        |
| Hospitalet Martorell Villafranca del Panadés San Vicente de Calders | Moncada-Bifurcación |       | Moncada y Reixach-Santa María | Tarrasa Manresa        |
| San Andrés Arenal                                                   | Moncada-Bifurcación |       | Moncada y Reixach-Santa María | Cerdanyola Universitat |
| Algunos trenes de la línea R4 no efectúan parada en esta estación   |                     |       |                               |                        |